# Pavel Devátý
Pavel Devátý (* 17. června 1978 Cheb) je český fotbalista, trenér a masér.

## Hráčská kariéra
Začínal v Sokolu Teplá. Od roku 1997 hrál divizi za SK VTJ Slavia Karlovy Vary (1997/98) a TJ Karlovy Vary-Dvory (1998/99).
V české lize hrál za FK Chmel Blšany a FK Bohemians Praha (Střížkov) ve 135 zápasech, v nichž vstřelil čtrnáct branek (všechny za Blšany). Ve slovenské lize odehrál za MŠK Žilina (mistr ligy 2006/07) a FC Spartak Trnava 78 utkání, ve kterých zaznamenal jedenáct gólů. Ve druhé lize nastupoval za SFC Opava na podzim 2002 a FC Graffin Vlašim na podzim 2010. V jedné ze skupin třetí nejvyšší soutěže (ČFL) hrál za TJ Karlovy Vary-Dvory na podzim 1999.
V nižších soutěžích působil také v SK Buldoci Karlovy Vary-Dvory (jaro 2003), německém 1. FC Lokomotive Lipsko (jaro 2011, 5. nejvyšší soutěž), rakouských klubech SC Pyhra (2011/12, 7. liga, 26 startů/6 branek a 2012/13, 6. liga, 26/5) a SC Sitzenberg/Reidling (2013/14, 7. liga, 26/18). V sezoně 2014/15 hrál za SK Viktorie Chlebičov v I. A třídě Moravskoslezského kraje. Od sezony 2016/17 byl opět hráčem Teplé a od března 2019 je registrován v FK Slavia Opava.

### Evropské poháry
V dresu MŠK Žilina odehrál čtyři zápasy v kvalifikaci Ligy mistrů 2007/08, v nichž dal jednu branku. Dalších deset startů a jeden vstřelený gól přidal za FK Chmel Blšany v Poháru Intertoto v ročnících 2000 a 2001.

### Ligová bilance
| Ročník                 | Zápasy | Góly | Minuty | Klub                  |
| ---------------------- | ------ | ---- | ------ | --------------------- |
| ČFL 1999/00            | –      | 2    | –      | TJ Karlovy Vary-Dvory |
| I. liga 1999/00        | 7      | 0    | 251    | FK Chmel Blšany       |
| I. liga 2000/01        | 28     | 4    | 1 715  | FK Chmel Blšany       |
| I. liga 2001/02        | 18     | 1    | 1 012  | FK Chmel Blšany       |
| II. liga 2002/03       | 9      | 0    | –      | SFC Opava             |
| I. liga 2003/04        | 24     | 3    | 1 512  | FK Chmel Blšany       |
| I. liga 2004/05        | 27     | 3    | 1 299  | FK Chmel Blšany       |
| I. liga 2005/06        | 27     | 3    | 2 214  | FK Chmel Blšany       |
| I. liga 2006/07        | 22     | 3    | 1 331  | MŠK Žilina            |
| I. liga 2007/08        | 27     | 3    | 2 043  | MŠK Žilina            |
| I. liga 2008/09        | 22     | 5    | 1 656  | FC Spartak Trnava     |
| I. liga 2009/10        | 7      | 0    | 507    | FC Spartak Trnava     |
| I. liga 2009/10        | 4      | 0    | 90     | FK Bohemians Praha    |
| II. liga 2010/11       | 2      | 0    | 98     | FC Graffin Vlašim     |
| CELKEM I. LIGA         | 135    | 14   | 8 093  |                       |
| CELKEM I. LIGA         | 78     | 11   | 5 537  |                       |
| CELKEM II. LIGA        | 11     | 0    | –      |                       |
| CELKEM III. LIGA – ČFL | –      | 2    | –      |                       |

## Trenérská kariéra
Od roku 2019 se věnuje tréninku mládeže.